# Vikeså
Vikeså er en by der er administrationsby i Bjerkreim kommune, i den sydlige del af Rogaland fylke i Norge. Byen har 	955
indbyggere (2012), og ligger ved Europavej 39 omkring 20 km syd for Ålgård. Fra Vikeså går Riksvei 503 til Byrkjedal i Gjesdal kommune.

## FN-parken
Syd for centrum ligger en FN-park med en mindesten for den første norske soldat som omkom i en FN-operation. Stenen blev indviet af Rogaland FN-Veteranforening, på FN-dagen i 1994. I 2005 blev der rejst yderligere otte mindesten over andre fra Rogaland som har mistet livet i FN-tjeneste.